# Basilika Bom Jesus de Tremembé

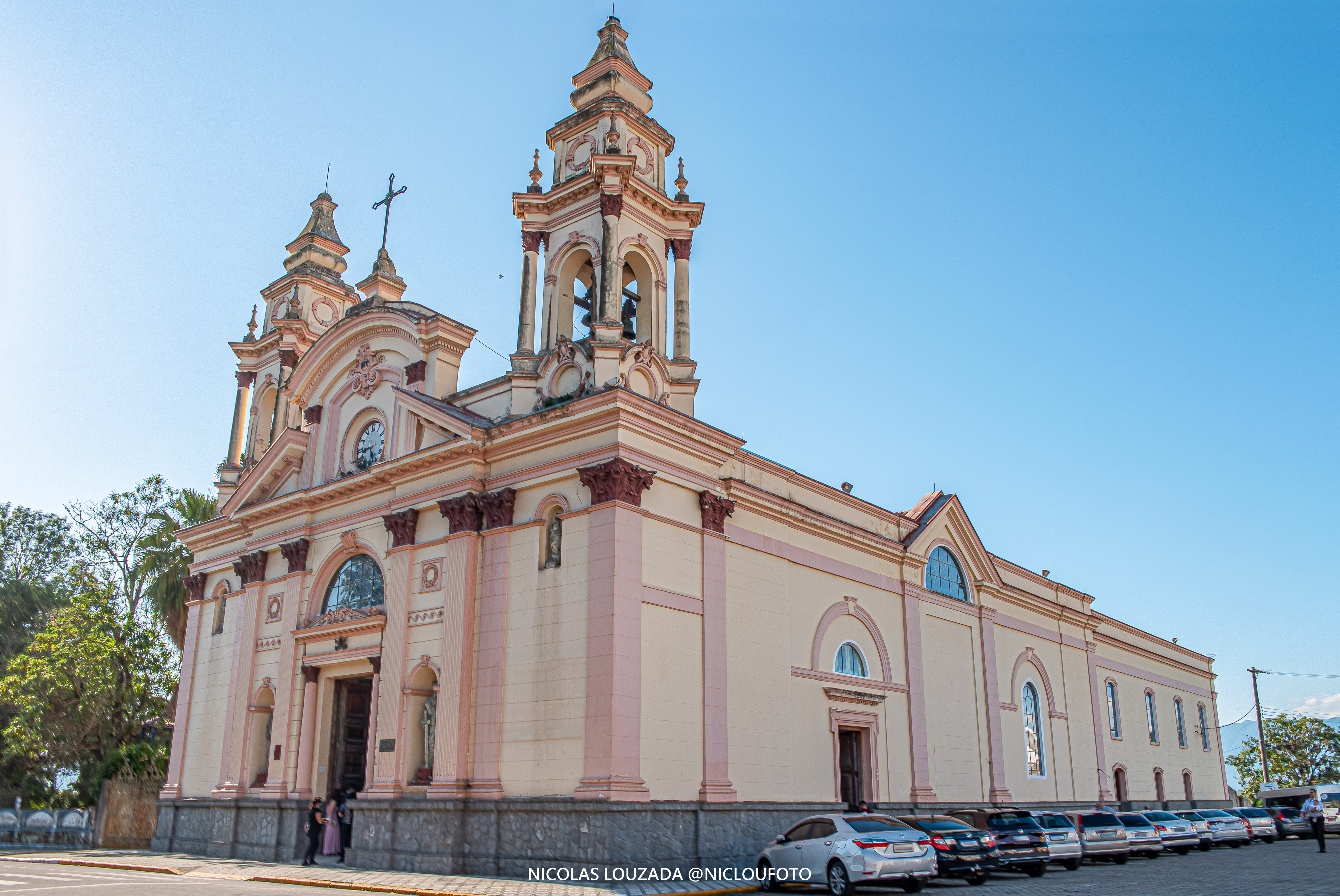
Basilika Bom Jesus

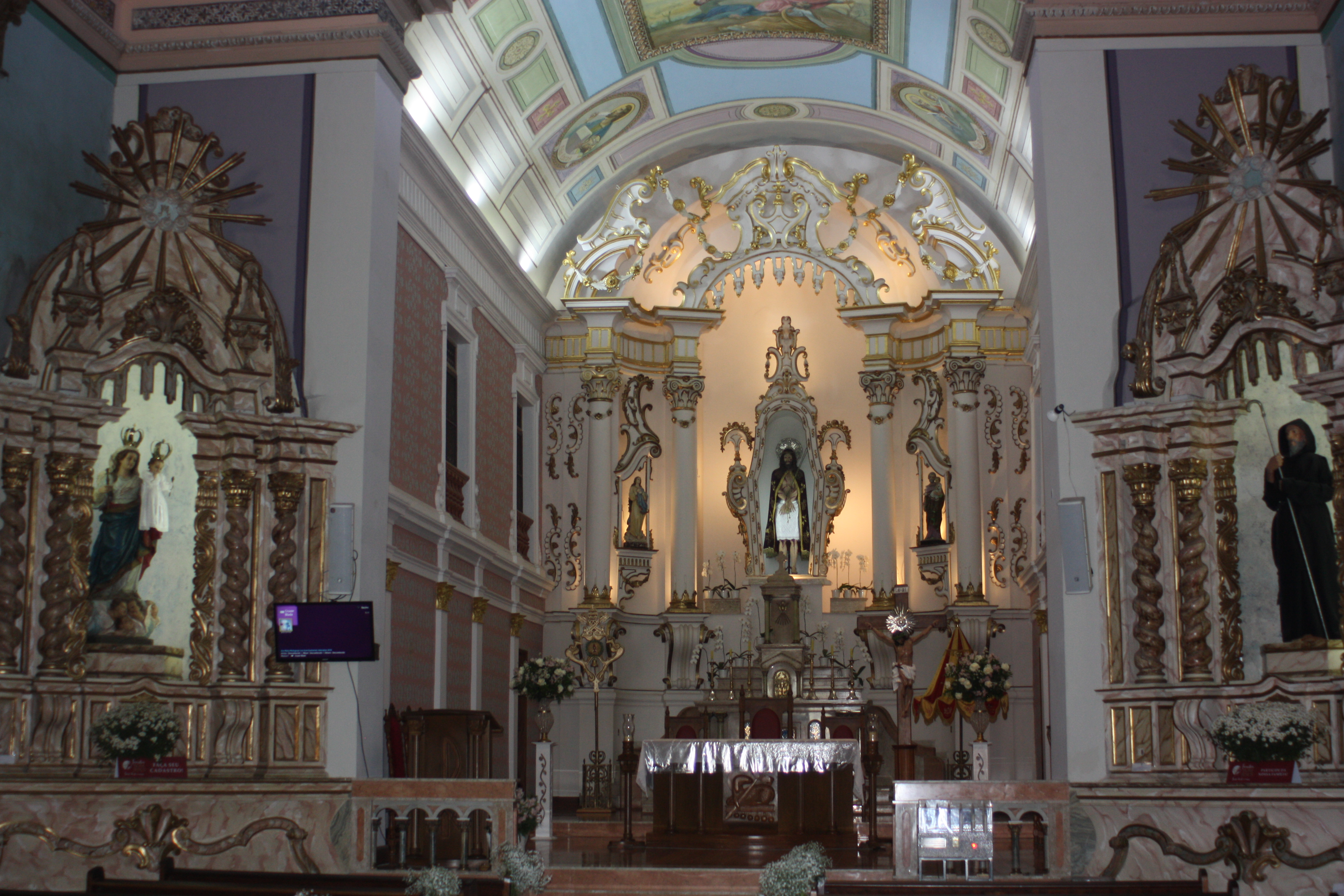
Innenraum

Die Basilika Bom Jesus (portugiesisch Basílica Bom Jesus de Tremembé) ist eine römisch-katholische Kirche in Tremembé im brasilianischen Bundesstaat São Paulo. Die Pfarr- und Wallfahrtskirche des Bistums Taubaté trägt den Titel einer Basilica minor. Die barocke Kirche wurde ursprünglich 1672 errichtet.

## Geschichte
Die Kirche Bom Jesus de Tremembé wurde vom Gründer der Stadt, Kapitän-Mor Manoel da Costa Cabral, im Jahr 1672 errichtet, nachdem ihm die Kirchenkammer von Rio de Janeiro die Genehmigung erteilt hatte, eine Kirche auf dem zu seinem Hof gehörenden Land namens Tremembé zu bauen. Die Kirche, die damals eine Kapelle war, wurde 1795 zur Saalkirche mit eingezogenem Chor vergrößert und beherbergt seit ihrer Weihe ein Bildnis des Senhor Bom Jesus. Das Bildnis des Senhor Bom Jesus de Tremembé ist ein in Holz geschnitztes Jesusbild. Es wiegt 50 Kilogramm und ist 196 Zentimeter hoch.
Die Legende besagt, dass das Bildnis von einem älteren Mann geschaffen wurde, der am Ufer des Rio Paraíba do Sul wohnte und das Bildnis nach seinem Verschwinden in seiner Hütte zurückließ. Die Anwohner, die neugierig auf sein Verschwinden waren, gingen zu seinem Wohnsitz und fanden das Bildnis. Als sie es von seinem Platz entfernten, sprudelte eine Wasserquelle, aus der die bica da água santa entstand.
Am 17. Oktober 1907 wurde die Kirche von Leopoldo Duarte e Silva, Erzbischof von São Paulo, aus der Pfarrei São Francisco das Chagas de Taubaté ausgegliedert und in die neue Pfarrei Senhor Bom Jesus de Tremembé umgewandelt, woraufhin sie den Titel Erzbischöfliches Heiligtum erhielt. Am 23. November 1974 erhob Papst Paul VI. die Kirche in den Rang einer Basilica minor.